# 魔法少女リリカルなのは
『魔法少女リリカルなのは』（まほうしょうじょリリカルなのは、英: Magical girl lyrical Nanoha）は、独立UHF系各局で2004年10月1日から12月24日にかけて全13話が放送されたテレビアニメ作品。『魔法少女リリカルなのはシリーズ』の第1期作品。
キャッチコピーは「魔法少女、はじめました。」
タイトルロゴの副題英文は「Magical girl lyrical Nanoha. She whispers some words mildly in your heart, and makes your gentle days.」と記されている。

## 概要
当初『リリカルなのは』は既存のゲーム作品からのスピンオフであり、その原作となったゲーム『とらいあんぐるハートシリーズ』のシナリオを担当した都築真紀が、本作『リリカルなのは』においても全話の脚本を担当している。ただし、ゲームに登場する『リリカルなのは』は『とらいあんぐるハート』という土壌があって初めて成立するものであることから原作の『リリカルなのは』の部分だけをアニメ化してもうまくいかないと考え、都築は当初から「ゲームをそのままアニメ化することは難しい」という持論を持っていた。したがって都築は、本作『魔法少女リリカルなのは』において登場人物の設定を流用しつつも、その内容についてはオリジナルで行くことに決めていた。テレビアニメは当初から深夜のUHFアニメと決まっていたため、深夜帯に視聴する層にアピールするため、派手なアクションを取り入れたとも語っている。
本来の都築の魔法少女観は『とらいあんぐるハート3 ビジュアルファンブック』で語られているように、ハートフルな往年の女児向け魔法少女モノのイメージであるが、前述の事情や1クールという短い放送期間の都合で直球で作ると往年の魔法少女ファンすら喜ばない「魔法少女アニメのパロディ・二次創作」に評価が落ち着いてしまうので、それを避けるために本作ではその基本構造は本質的な骨子以外あえて無視している。なお、原作版の構造はそれとは全く逆で、『とらいあんぐるハート3』までのシリーズをプレイしてきたプレイヤーの中に培われた作品への思い入れを「魔法少女アニメのパロディ」的な様式美の中で発露させることによって、感動へと昇華させる形となっている。
製作発表会では、プロデューサーの三嶋章夫は家族愛や友情、学校での友達との関わり、家族の団らんなど、いままでの魔法少女ものでは描かれない部分を大切にするという趣旨の発言をし、なのは役の田村ゆかりは「声優になってからずっと、魔法少女がやりたいと言ってきたので、今回演じることができてすごく感謝しています」、フェイト役の水樹奈々は「他人には本音を出さないフェイトちゃんのなかに、実は子ども本来の純粋な気持ちに含まれている、愛情だったり絆を求める心がすごく沢山ある」、ivoryの代表峰岡良治は「原作ファンはもちろん、原作を知らない人にも楽しめる新規ストーリー」、監督の新房昭之は「魔法少女ものの監督を自分がするとは思ってもいなかった。自分の今までの作品とは毛色が違うが、その分、いままでの魔法少女ものとは違った自分なりの魔法少女ものが出来ると思う」と述べた。
ストーリー前半はいわゆる魔法少女アニメのような感じだったが、母を救うために同じくジュエルシードを集めるなのはのライバルとなるフェイトの登場によりそれぞれの目的のぶつかり合いにより次第に「魔法バトルアクション」と言うべきものになっていった。都築は、恋愛もまた「アニメで表現するのは難しい」テーマだと考えていたようで、原作では重要な要素だった男女間の恋愛というものは本作ではほとんどなく、代わりになのはとフェイトの少女間の友情を描いている。
従来は単なる「道具」としてしか描かれないことが多かった「魔法の杖」を、自立判断し英語でしゃべるパートナーとして描いている。担当声優に母語話者を起用した。
キャラクターの名称には自動車関連の名称が多く使用されている。
2005年2月に行われたファンイベントの「リリカルパーティ」にて、テレビアニメ版第2期『魔法少女リリカルなのはA's』の製作が発表され、同年10月から12月まで放送された。以後、本作『魔法少女リリカルなのは』は、『魔法少女リリカルなのはシリーズ』の第一作と位置づけられている。2007年にはテレビアニメ版第3期『魔法少女リリカルなのはStrikerS』が放送された。各作品に関してはそちらの頁を参照されたい。
2010年1月には、本作『魔法少女リリカルなのは』のストーリーをリメイクする形で、アニメ映画『魔法少女リリカルなのは The MOVIE 1st』が公開された。
2013年11月に、本作『魔法少女リリカルなのは』のストーリーを軸とし、「劇場版」「ドラマCD」「小説版」全ての要素が入った、漫画『ORIGINAL CHRONICLE 魔法少女リリカルなのはThe1st』（原作：都築真紀、漫画：緋賀ゆかり）の連載が開始された。純粋に本編のストーリーを追った漫画化はこれが初となる。

## ストーリー
自称平凡な小学3年生、高町なのはは助けを求める声に導かれ、不思議なフェレットが負傷し倒れているところを発見、保護する。その夜、再び声が響きフェレットを預かっている動物病院に向かうとそこで異形の怪物がフェレットと対峙する場面に出くわす。彼の正体は異世界ミッドチルダからやってきた少年ユーノ・スクライアだった。
彼がこの世界に来た理由。それは彼が発掘したロストロギア（異世界に存在した高度な魔法技術の遺産）「ジュエルシード」が散らばってしまったためであった。成り行きから事情を知ったなのはは、ユーノと共にジュエルシードを集め、封印する手伝いをすることになる。そして次第になのははユーノだけではなく、自分のために魔法の世界に関わっていく決意を固め、その秘めた力を開花させていく。

## 登場人物
高町なのは
本作の主人公。海鳴市に住む小学3年生。ひょんなことからフェレットに似た動物の姿をしていたユーノと出会い、インテリジェントデバイスである「レイジングハート」を託されたことで魔法少女となる。
フェイト・テスタロッサ
もう一人の主人公。なのはと同い年の、異世界出身の魔法少女。ある目的から海鳴市周辺に散らばったロストロギア・ジュエルシードの回収を重ねる。その中で、敵としてなのはやユーノ、クロノと出会う。
ユーノ・スクライア
なのはと同い年の、異世界出身の少年。遺跡発掘を生業とする一族の出身で、もともとジュエルシードは彼が発掘したもの。事故が原因で散らばったジュエルシードを回収しようとやってきた。戦闘補助や治癒といった魔法を得意とする、優秀な結界魔導師でもある。
アルフ
フェイトが連れている、異世界の狼を元にした使い魔。16歳ほどの外見の女性に姿を変えることが出来る。
リンディ・ハラオウン
時空管理局提督。次元航行艦「アースラ」の艦長を務める女性。主に全体の指揮を執るが、時には現場に赴く魔導師でもある。後に天涯孤独となったフェイトを養子として引き取った。
クロノ・ハラオウン
リンディの息子。14歳。生真面目な性格が災いして人当たりがきつくなりがちだが、若年ながら時空管理局執務官を務めるほどの人物。
アリサ・バニングス
なのはの同級生で親友。日本で起業したアメリカ人実業家の娘。犬が好きでたくさんの犬を自宅で飼っている。
月村すずか
なのはの同級生で親友。資産家の娘で、大きな屋敷で姉やメイドたちと暮らしている。アリサとは対照的に猫が好きでたくさんの猫を飼っている。

## 用語
ロストロギア
過去に何らかの要因で消失した世界、ないしは滅んだ古代文明で造られた遺産の総称。多くは現存技術では到達出来ていない超高度な技術で造られた物で、使い方次第では世界はおろか全次元を崩壊させかねないほど危険な物もあり、これらを確保・管理することが「時空管理局」の任務の一つである。
ジュエルシード
「ロストロギア」の一種で、碧眼の瞳を思わせる色と形状をした宝石。
全部で21個存在し、それぞれシリアルナンバーとしてローマ数字がふられている。一つ一つが強大な「魔力」の結晶体で、周囲の生物が抱いた願望（自覚のある無しにかかわらず）を叶える特性を持っている。ユーノ・スクライアが発掘、その後の事故で海鳴市周辺に漂流する。
「PT事件」の中核であると同時に、高町なのはが「魔導師」となり、フェイト・テスタロッサや「時空管理局」と出会うきっかけとなった「ロストロギア」である。
なお、後年の事件である「JS事件」（魔法少女リリカルなのはStrikerS参照）でも登場する。
プロジェクトF.A.T.E
詳細はこちら。
傀儡兵（くぐつへい）
所有者の意に従い、行動する人型機械。往々にして戦闘用であり、西洋風の鎧と武器を武装したような姿をしている。
アルハザード
またの名を「忘れられし都」。古代ベルカよりさらに昔に存在したといわれている世界で、そこには時を操り、死者さえも蘇らせる秘術があるという。だが次元断層に沈みその存在は伝説上のものとされ、実在しないというのが通説。しかしプレシア・テスタロッサはジュエルシードの力で次元震を起こしアルハザードへの航行を果たそうとしたことから、リンディ・ハラオウンは「彼女はアルハザードの実在を確認していたのではないか」と推測した。だが第三期『魔法少女リリカルなのはStrikerS』ではドゥーエの発言によって存在が判明し、「アルハザードの遺児」なる人物が登場する。さらにその人物がフェイトを含めた人造生命体の誕生に深く関わっていた事も明らかになる。『魔法少女リリカルなのは The MOVIE 1st』ではかつて存在したと確定的になっているが、本作の段階ではまだ具体的な設定が作られておらず、都築もアトランティスやムー大陸のようなものとコメントしている。
虚数空間
次元断層によって引き起こされる空間の穴。あらゆる魔法が消去される無限の空間が広がり、一度落ちれば重力の続く限り墜落を続け、二度と出ることは出来ない。
海鳴市
海に隣接した街で、第1期からA'sまでの主な舞台。海辺といっても山もあれば丘もあり、果てには温泉宿やスーパー銭湯も備えた、至れり尽くせりな街。登場人物のほとんどはこの街に住んでいる。土地に関する設定は原作からの変更がほとんど無いためこちらも参照。
翠屋
海鳴市にある、高町家が家族営業する喫茶店。洋菓子類の販売も行っており、店の雰囲気や味には人気がある。今でこそ人気の店だが、一時は高町士郎の重傷によって経営が傾いたことがある。

## スタッフ
- 原作 - 都築真紀／ivory
- 脚本 - 都築真紀
- 監督 - 新房昭之
- プロデューサー - 三嶋章夫
- スーパーバイザー - 田中辰弥
- キャラクターデザイン - 奥田泰弘
- 美術監督・美術設定 - 片平真司
- 色彩設定 - 田崎智子
- 撮影監督 - 森下成一
- 編集 - 関一彦
- プロップデザイン・メカニック作画監督 - 斎藤良成
- 音楽 - 佐野広明
- 音響監督 - 亀山俊樹
- エグゼクティブプロデューサー - 田中勇
- アニメーションプロデューサー - 上村修
- アニメーション制作 - セブン・アークス
- 製作 - なのはPROJECT

## 主題歌
オープニングテーマ「innocent starter」
作詞 - 水樹奈々 / 作曲・編曲 - 大平勉 / 歌 - 水樹奈々（キングレコード）
エンディングテーマ「Little Wish 〜lyrical step〜」
作詞 - 椎名可憐 / 作曲・編曲 - 太田雅友 / 歌 - 田村ゆかり（コナミメディアエンタテインメント）
挿入歌「Take a shot」（第12話）
作詞・作曲・編曲 - 矢吹俊郎 / 歌 - 水樹奈々

## 各話リスト
| 話数 | サブタイトル                        | コンテ         | 演出       | 作画監督                                                          |
| ---- | ----------------------------------- | -------------- | ---------- | ----------------------------------------------------------------- |
| 1    | それは不思議な出会いなの?           | 一分寸僚安     | 草川啓造   | 奥田泰弘                                                          |
| 2    | 魔法の呪文はリリカルなの?           | 田所修         | 秋田谷典昭 | 田中千幸                                                          |
| 3    | 街は危険がいっぱいなの?             | こでらかつゆき | 守田芸成   | 高梨光                                                            |
| 4    | ライバル!?もうひとりの魔法少女なの! | 阿部雅司       | 阿部雅司   | 大田和寛                                                          |
| 5    | ここは湯のまち、海鳴温泉なの        | こでらかつゆき | 斉藤良成   | 斉藤良成                                                          |
| 6    | わかりあえない気持ちなの?           | こでらかつゆき | 上坪亮樹   | 田中千幸                                                          |
| 7    | 三人目の魔法使いなの!?              | 阿部雅司       | 阿部雅司   | 大田和寛                                                          |
| 8    | それは大いなる危機なの?             | 田所修         | 西山明樹彦 | 高鉾誠                                                            |
| 9    | 決戦は海の上でなの                  | こでらかつゆき | 上坪亮樹   | 友岡新平                                                          |
| 10   | それぞれの胸の誓いなの              | 田所修         | 中山岳洋   | 中山岳洋                                                          |
| 11   | 思い出は時の彼方なの                | 田所修         | 草川啓造   | 田中千幸                                                          |
| 12   | 宿命が閉じるときなの                | こでらかつゆき | 斉藤良成   | 金子誠 水上ろんど 斉藤良成 （メカニック） 友岡新平 （エフェクト） |
| 13   | なまえをよんで                      | こでらかつゆき | 上坪亮樹   | 小森篤                                                            |

## 放送局
| 放送期間                 | 放送時間                     | 放送局     | 対象地域 | 備考                                                                                                  |
| ------------------------ | ---------------------------- | ---------- | -------- | --- |
| 2004年10月1日 - 12月24日 | 金曜 0:10 - 0:40（木曜深夜） | 岐阜放送   | 岐阜県   | |
| 2004年10月2日 - 12月25日 | 日曜 0:30 - 1:00（月曜深夜） | テレ玉     | 埼玉県   | |
|                          | 日曜 1:20 - 1:50（月曜深夜） | 三重テレビ | 三重県   | 1話で放送事故があり、翌週に再放送したため当初の予定より1週遅れでの放送となり、最終週に2話連続放送した |
|                          | 日曜 3:10 - 3:40（月曜深夜） | テレビ大阪 | 大阪府   | |
| 2004年10月4日 - 12月27日 | 火曜 1:40 - 2:10（水曜深夜） | ちばテレビ | 千葉県   | |
| 2004年10月7日 - 12月30日 | 金曜 1:35 - 2:05（木曜深夜） | tvk        | 神奈川県 | |

| 放送期間                            | 放送時間                          | 放送局     | 対象地域   | 備考   |
| ----------------------------------- | --------------------------------- | ---------- | ---------- | ------ |
| 2006年10月25日 - 11月10日           | 月曜 - 金曜 18:30 - 19:00         | MOMO親子台 | 中華民国   | 再放送 |
|                                     |                                   | Qwiny      | 大韓民国   |        |
|                                     |                                   | ntv7       | マレーシア |        |
|                                     |                                   | True Spark | タイ王国   |        |
| 2008年7月5日 - 8月9日 2008年8月16日 | 土曜 8:00 - 9:00 土曜 8:00 - 8:30 | 有線児童台 | 香港       | 再放送 |

| 放送期間 | 放送時間 | 配信元             |
| -------- | -------- | ------------------ |
|          |          | AbemaTV            |
|          |          | Amazonビデオ       |
|          |          | DMM.com            |
|          |          | dアニメストア      |
|          |          | GYAO!              |
|          |          | J:COMオンデマンド  |
|          |          | music.jp           |
|          |          | TSUTAYA TV         |
|          |          | U-NEXT             |
|          |          | アニメ放題         |
|          |          | ひかりTV           |
|          |          | バンダイチャンネル |
|          |          | ビデオマーケット   |
|          |          | ビデオパス         |

| 放送期間 | 放送時間 | 配信元              |
| -------- | -------- | ------------------- |
|          |          | Amazonビデオ        |
|          |          | Google Play YouTube |

### 再放送
| 放送期間 | 放送時間 | 放送局                            | 対象地域 | 備考                      |
| -------- | -------- | --------------------------------- | -------- | ------------------------- |
|          |          | 有線児童台                        | 香港     | 再放送                    |
|          |          | 有線綜合娯楽台 有線高清綜合娯楽台 | 香港     | 再放送 有線児童台の再放送 |

## 関連作品

### 光ディスク
| 巻          | 発売日        | 収録話  | 規格 | 品番       |
| ----------- | ------------- | ------- | ---- | ---------- |
| 1           | 2005年1月26日 | 1 - 3   | DVD  | KIBA-1138  |
| 2           | 2005年2月23日 | 4 - 6   | DVD  | KIBA-1139  |
| 3           | 2005年3月24日 | 7 - 9   | DVD  | KIBA-1140  |
| 4           | 2005年4月27日 | 10 - 11 | DVD  | KIBA-1141  |
| 5           | 2005年5月25日 | 12 - 13 | DVD  | KIBA-1142  |
| Blu-ray BOX | 2014年10月1日 | 1 - 13  | BD   | KIXA-90435 |

#### CD
全てキングレコードより発売。ただし同社のアニメ系レーベルとして知られるスターチャイルドではなくVC制作部の制作である。サウンドステージは本編の合間をドラマCDにした番外編で、この名称は本作の親作品であるとらいあんぐるハートシリーズのドラマCDシリーズに由来する。収録内容の詳細は『魔法少女リリカルなのは サウンドステージ』を参照のこと。
- 魔法少女リリカルなのは サウンドステージ01（第2.5話 ドキ!水着でプールで大ピンチなの?、品番・KICA-666）
- 魔法少女リリカルなのは サウンドステージ02（第5.5話 風の向こうの記憶なの、品番・KICA-667）
- 魔法少女リリカルなのは サウンドステージ03（第14話 それから、品番・KICA-668）
- 魔法少女リリカルなのは Original Sound Track（品番・KICA-693）

### 小説
- 魔法少女リリカルなのは（原作：都築真紀/ivory、文：都築真紀、イラスト：奥田泰弘・長谷川光司、2005年10月11日初版・メガミ文庫・ISBN 4-05-903506-8）

### 劇場版
- 魔法少女リリカルなのは The MOVIE 1st（2010年1月23日公開）

### 漫画
- ORIGINAL CHRONICLE 魔法少女リリカルなのは The 1st -『娘TYPE』2014年1月号 - 2016年7月号（原作：都築真紀、漫画：緋賀ゆかり）

### パチンコ
- CR魔法少女リリカルなのは （2016年、三洋物産）
- P魔法少女リリカルなのは -2人の絆- （2020年、三洋物産）

### パチスロ
- パチスロ魔法少女リリカルなのは （2015年、三洋物産）

## イベント
リリカル☆パーティー
2005年2月6日に東京・新木場のSTUDIO COASTで開催。第2期『A's』の制作はここで発表された。